# Nokia N9
Nokia N9 (kódové označení Lankku) je smartphone vyvinutý společností Nokia. Běží na něm mobilní operační systém MeeGo založený na Linuxu. Nokia N9 byla oznámena v červnu 2011 a vydána v září, bylo to první a jediné zařízení od společnosti Nokia s operačním systémem MeeGo. Vývoj platformy MeeGo nepokračoval pravděpodobně kvůli partnerství, které Nokia právě uzavřela s Microsoftem. Původně byla vydána ve třech barvách: černé, azurové a purpurové, později však byla na Nokia World 2011 oznámena i bílá verze.
Navzdory omezenému vydání se N9 dostalo širokého uznání u kritiků, přičemž někteří ho označovali za dosud nejlepší zařízení společnosti Nokia. Telefon byl chválen jak pro svůj software, tak pro hardware, včetně operačního systému MeeGo, uživatelského rozhraní s přetahováním a špičkových funkcí. Design vypadá stejně jako u Nokie Lumie 800, na které o rok později běžel Windows Phone.

## Pozadí
Nástupce Nokie N900, interně označovaný jako N9-00, měl být uveden na trh koncem roku 2010, tedy přibližně rok po uvedení svého předchůdce. Obrázky prototypu uniklé v srpnu 2010 ukazovaly výsuvnou konstrukci a čtyřřádkovou klávesnici. Softwarový inženýr pracující pro mobilní divizi společnosti Nokia uvedl ve veřejném nástroji pro sledování softwarových chyb Qt, open source frameworku pro vývoj aplikací, používaného v MeeGo, číslo produktu N9-00. Model N9-00 byl později znám jako N950. Od tohoto návrhu bylo však upuštěno; Nokia poté začala pracovat na modelu N9-01 s kódovým označením Lankku, na nové variantě bez klávesnice.
Společnost Nokia v roce 2010 plánovala, že MeeGo bude její vlajková platforma pro chytré telefony a nahradí Symbian, jehož vlajková loď N8 byla uvedena na trh roku 2011. N9 tak měl být původně vlajkovou lodí společnosti. Dne 11. února 2011 však Nokia uzavřela strategické partnerství se společností Microsoft a jako vlajkový operační systém nahradila Symbian systémem Windows Phone 7. MeeGo tak bylo odsunuto na vedlejší kolej. Nový generální ředitel společnosti Nokia Stephen Elop přislíbil, že ještě v tomto roce dodá jedno zařízení s MeeGo, kterým bylo nakonec N9.
Nokia N9 byla představena 21. června 2011 na akci Nokia Connection v Singapuru. Tehdy se předpokládalo, že telefon půjde na trh v září 2011. Uživatelé mohli být o dostupnosti N9 ve své zemi informováni prostřednictvím e-mailu na webových stránkách internetového obchodu Nokia Online Store. Vzhledem k tomu, že společnost Nokia 30. června 2011 uzavřela svůj internetový obchod Nokia Online Shop v mnoha zemích, včetně Polska, Německa, Nizozemska, Francie, Itálie, Španělska, Velké Británie a Spojených států, byla dostupnost v těchto zemích v rukou prodejců a operátorů.
Elop zopakoval, že společnost nebude pokračovat ve vývoji systému MeeGo, i kdyby byl model N9 úspěšný, a raději se zaměří na budoucí řadu Lumia, což si příznivci systému MeeGo vzhledem k dohodě s Microsoftem mysleli již před oznámením modelu N9. Reagovali vytvořením petice „Chceme, aby si Nokia ponechala MeeGo“. To bylo o to závažnější, že MeeGo Linux byl také určitou formou pokračování Maemo Linuxu, který vznikl spojením Maemo od Nokie s Moblinem od Intelu v rámci aliance Nokie s Intelem vytvořené za účelem takové spolupráce. Navzdory úspěchu této aliance byla z rozhodnutí Stephena Elopa přerušena a MeeGo zrušeno. Společnost Intel kvůli této situaci oficiálně vyjádřila lítost. Po pozitivním přijetí modelu N9 a obecně slabých prodejích řady Lumia byl Elop za tento krok kritizován. Podle některých dohadů tento krok výrazně přispěl k pádu společnosti na trhu s mobilními telefony. Podle Elopa se po uzavření aliance se společností Microsoft stalo MeeGo „experimentálním“ projektem, přičemž některé prvky rozhraní Harmattan byly použity ve zrušeném projektu „Meltemi“ a později v platformě Nokia Asha.

### Dostupnost
V srpnu 2011 Nokia oznámila, že N9 nebude vydána ve Spojených státech. Další zprávy uváděly, že přístroj nebude dostupný ani na dalších významných trzích, jako je Japonsko, Kanada nebo Německo. V posledním týdnu září 2011 Nokia na oficiálním blogu zveřejnila, že telefony N9 míří do obchodů. Počáteční maloobchodní cena byla oznámena ve výši přibližně 11 700 Kč (pro variantu s 16GB paměti) a 13 700 Kč (pro variantu s 64GB paměti) bez DPH. V Německu byly přístroje dovezené ze Švýcarska k dispozici online u společností Amazon a German Cyberport GmbH. V lednu 2012 byly k dispozici také v některých velkých prodejnách řetězce Saturn Media Market. V únoru 2012 se Nokia N9 objevila na italských stránkách společnosti Nokia, což mělo být známkou toho, že N9 je v oficiální distribuci společnosti Nokia pro italský trh.
Ceny v lednu 2012 byly v závislosti na velikosti vnitřní paměti mezi 500 a 630 eury (12 200 až 15 400 Kč).

## Hardware

### Procesory a paměť
Nokia N9 je postavena na čipu Texas Instruments OMAP 3630, což je SoC založený na 45nanometrovém procesu CMOS. Obsahuje tři procesorové jednotky: procesor ARM Cortex A8 s frekvencí 1 GHz, který pohání operační systém a aplikace, GPU Imagination Technologies PowerVR SGX530 podporující OpenGL ES 2.0 schopné zpracovat až 14 milionů polygonů za sekundu; a digitální signálový procesor TI TMS320C64x s frekvencí 430 MHz, který provádí zpracování obrazu pro fotoaparát, zpracování zvuku pro telefonování i přenos dat. Systém má 1 GB jednokanálové paměti RAM (Mobile DDR) s nízkou spotřebou. Část této paměti Compcache využívá jako komprimovaný rychlý swap. Ve své době se jednalo o nejvýkonnější zařízení, které kdy Nokia vytvořila.
Všechna data se ukládají na interní eMMC čip, dodávaný v 16- a 64GB variantě. N9 byl první smartphone, který pojal až 64 GB dat. 

### Obrazovka a vstupy
Nokia N9 má 3,9palcový (99mm) kapacitní dotykový displej (až 6 bodů současně) s rozlišením 854 × 480 pixelů (FWVGA, 251 ppi) v rozložení PenTile RGBG. Podle společnosti Nokia je schopen zobrazit až 16,7 milionu barev. Obrazovka OLED je kryta zakřiveným sklem Corning Gorilla Glass odolným proti poškrábání. Mezera mezi sklem a displejem byla oproti minulé generaci zmenšena a obrazovka je potažena polarizátorem proti odleskům, který usnadňuje použitelnost na denním světle. K dispozici je snímač přiblížení, který deaktivuje displej a dotykovou obrazovku, když je zařízení během hovoru přiblíženo k obličeji. Má také snímač okolního světla, který upravuje jas displeje.
V telefonu se také nachází akcelerometr k otáčení obrazovky v režimu na výšku nebo na šířku pro některé aplikace, například pro webový prohlížeč.

### GPS
N9 je vybavena funkcí autonomního GPS s volitelnou funkcí A-GPS, určováním polohy v síti Wi-Fi, magnetometrem a byl dodáván s předinstalovanými aplikacemi Nokia Maps a Nokia Drive.
Aplikace Nokia Maps jsou podobné Ovi Maps, které se nacházely v posledních telefonech Nokia se systémem Symbian, a slouží především k vyhledávání blízkých míst (restaurace, stanice metra, divadla atd.) v okolí uživatele. Nokia Maps pro MeeGo jsou také propojeny s aplikacemi Kontakty a Kalendář. Nokia Drive je specializovaná aplikace pro navigaci v autě a poskytuje bezplatnou doživotní hlasovou navigaci. Nokia N9 se dodává s předinstalovanými mapami kontinentu, na kterém byla zakoupena, a proto Nokia Drive nevyžaduje aktivní datové připojení a může fungovat jako offline GPS navigace.

### Fotoaparát
Hlavní (zadní) fotoaparát je vybaven funkcí autofokus a dvojitým LED bleskem. Je optimalizován pro poměry stran 16 : 9, nebo 4 : 3 a má 4násobný digitální zoom pro video i fotoaparát. Velikost snímače fotoaparátu je 8,7 megapixelů (3552 × 2448 px); efektivní rozlišení pro poměr stran 16 : 9 je 3552 × 2000 px (7,1 megapixelů) a 3248 × 2448 px (8 megapixelů) pro poměr stran 4 : 3. Formát obrazu 16 : 9 se u digitálních fotoaparátů obvykle dosahuje oříznutím horní a dolní části obrazu 4 : 3, protože snímač má poměr stran 4 : 3. Nokia N9 obecně poskytuje více na šířku obrazu volbou možnosti poměru stran 16 : 9 využitím celé šířky snímače 3552 pixelů a více na výšku obrazu volbou možnosti poměru stran 4 : 3 využitím celé výšky snímače (2448 pixelů). Objektiv Carl Zeiss má na mobilní telefon poměrně neobvyklé parametry: širokoúhlý objektiv s ohniskovou vzdáleností 28 mm, rychlou (na tuto třídu) světelností f/2,2 a rozsahem ostření od 10 cm do nekonečna. Je schopen nahrávat video v rozlišení až 720p při 30 snímcích za sekundu se stereofonním zvukem.

### Tlačítka
Při držení zařízení směrem k obrazovce se na pravé straně nachází tlačítko zapnutí/vypnutí (dlouhý stisk) nebo uzamčení/odemčení (krátký stisk) a tlačítka hlasitosti. Nokia N9 má méně hardwarových tlačítek než většina tehdejších chytrých telefonů a k navigaci v uživatelském rozhraní spíše využívá dotykový display. Například pro minimalizaci spuštěné aplikace musí uživatel přejet prstem z jedné strany rámečku obklopujícího obrazovku na opačnou stranu. Fotoaparát také nemá vyhrazené tlačítko spouště; k zaostření a pořízení snímku se místo toho používá dotyková obrazovka. Obrazovku lze odemknout dvojitým poklepáním.

### Zvuk a výstupy
Nokia N9 má dva mikrofony a reproduktor umístěný ve spodní části telefonu. Hlavní mikrofon umožňuje konverzaci a nahrávání. Druhý mikrofon je umístěn na zadní straně zařízení v blízkosti LED blesku a hlavního fotoaparátu, systém MeeGo jej využívá k potlačení šumu, díky němuž jsou telefonní hovory v hlučném prostředí srozumitelnější. Na horní straně se nachází 3,5mm AV konektor, který současně poskytuje stereofonní zvukový výstup s podporou Dolby Headphone nebo vstup pro mikrofon. Vedle 3,5mm konektoru se nachází vysokorychlostní konektor USB Micro-B (USB-2.0) užívaný k synchronizaci dat, režim velkokapacitního úložiště a nabíjení baterie. Konektor USB je chráněn malými dvířky.
Vestavěná technologie Bluetooth v2.1 +EDR (Enhanced Data Rate) podporuje stereofonní zvukový výstup s profilem A2DP. Podporovány jsou také vestavěné hands-free sady do auta s profilem HFP, stejně jako přenos souborů (FTP) spolu s profilem OPP pro odesílání/příjem objektů. Pomocí profilu AVRCP je možné telefon dálkově ovládat. Čip Bluetooth funguje také jako FM přijímač/vysílač, což uživateli umožňuje poslouchat FM rádio pomocí sluchátek připojených ke 3,5mm konektoru jako anténa. Stejně jako modely Nokia N800, N810 a N900 se dodávala bez softwarové podpory. V obchodě OVI Store je však již k dispozici aplikace FM rádia od nezávislého vývojáře.
NFC umožňuje také sdílení fotografií, kontaktů nebo hudby s jinými zařízeními podporujícími NFC (např. Nokia C7, Nokia 701) a také pro párování (připojení) stereofonních reproduktorů (např. Nokia Play 360) a náhlavní soupravy (např. Nokia BH-505). K telefonu N9 lze prostřednictvím technologie NFC připojit více zařízení současně.

### Baterie
Nokia N9 má baterii BV-5JW 3,8 V 1450 mAh. Podle Nokie zajišťuje výdrž 7 až 11 hodin nepřetržitého telefonování, 16 až 19,5 dne v pohotovostním režimu, 4,5 hodiny přehrávání videa a až 50 hodin přehrávání hudby.
Telefon podporuje pouze nabíjení pomocí micro USB.

## Příslušenství
Skrze širokou konektivitu N9 lze s tímto telefonem používat různé příslušenství: externí klávesnice přes Bluetooth, bezdrátová sluchátka přes NFC, bezdrátové reproduktory přes NFC a Bluetooth a mnoho dalších.

## Systém a software

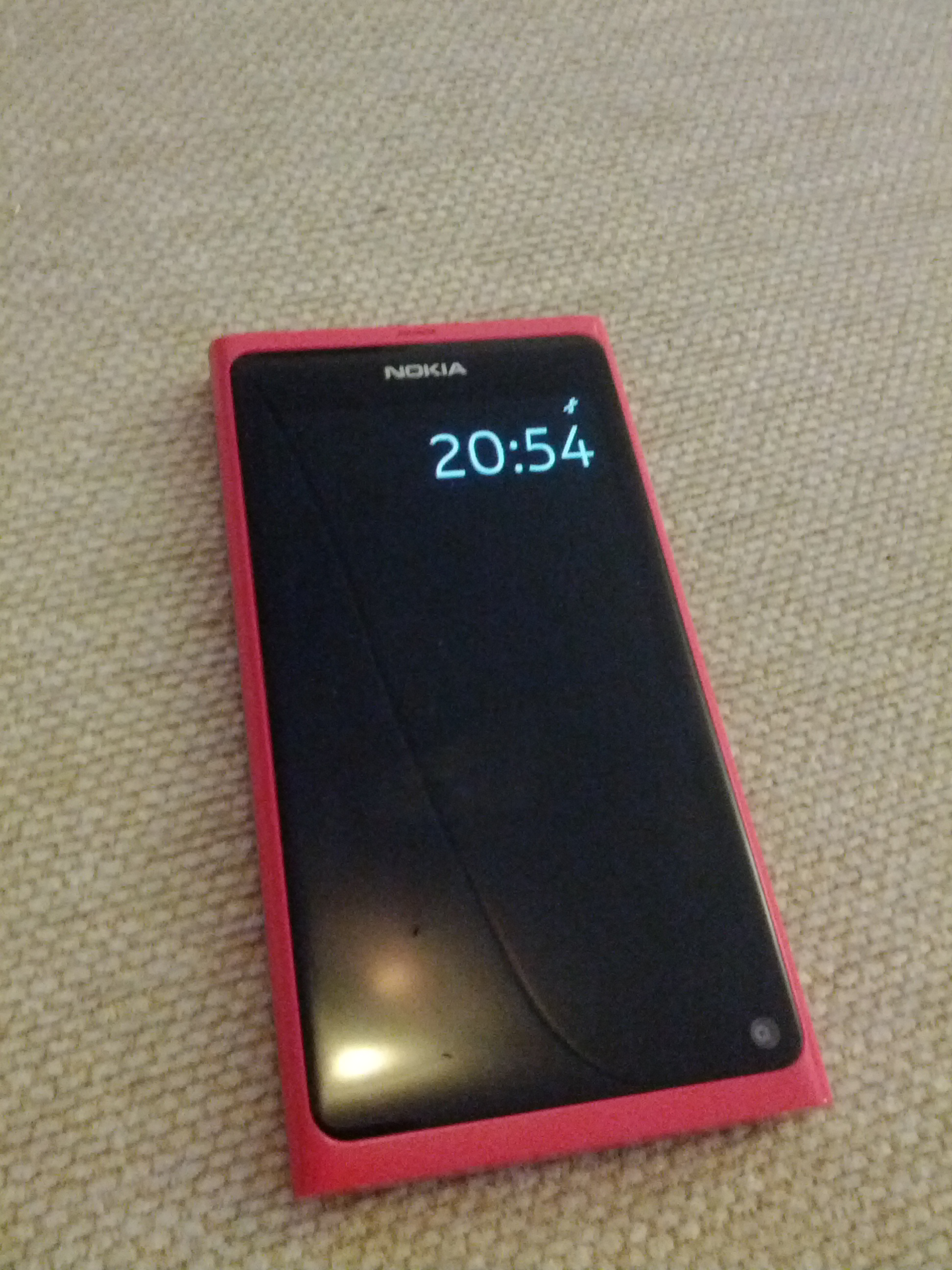
Obrazovka spánku na červené Nokii N9, zobrazující hodiny a oznámení. Všimněte si fontu Nokia Pure, v N9 byl použit poprvé.

### MeeGo
Přesně řečeno, Nokia N9 nemá operační systém MeeGo 1.2. Místo toho používá to, co Nokia označuje jako „instanci MeeGo“. Během vývoje systému Harmattan (dříve Maemo 6) společnosti Nokia a Intel sloučily své open source projekty do jednoho společného projektu s názvem MeeGo. Aby nedošlo k posunutí harmonogramu vývoje, rozhodla se společnost Nokia zachovat „jádro: systému Harmattan, jako jsou middlewarové komponenty (např. GStreamer) nebo správci balíčků (systém Harmattan namísto RPM používá balíčky z Debianu). Nicméně Harmattan je navržen tak, aby byl, prostřednictvím Qt, plně kompatibilní s API MeeGo 1.2. Co se týče koncových uživatelů a vývojářů aplikací, je rozdíl mezi Harmattanem a MeeGo 1.2 minimální. Vzhledem k tomu, že veškeré marketingové úsilí bylo zaměřeno na „MeeGo“, tak, aby nedocházelo k matení zákazníků, společnost Nokia upustila od označení Maemo a přijala MeeGo.

### Swipe UI
Uživatelské prostředí telefonu Nokia N9 nabízí tři panely nazvané Domovská obrazovka a Zamykací obrazovka. Přetažením nebo horizontálním posunutím se přechází mezi třemi panely domovské obrazovky. Domovská obrazovka (Home) se skládá z následujících panelů, mezi kterými lze přecházet potažením:
- Události: Uchovává všechna oznámení, jako jsou zmeškané hovory, nadcházející schůzky, nepřečtené zprávy/e-maily a jiná upozornění (webové stránky, Facebook, Twitter atd.)
- Aplikace: Nabídka se všemi zástupci nainstalovaných aplikací. Skládá se ze čtyř sloupců, které lze dle potřeby posouvat nahoru a dolů.
- Otevřené aplikace: Správce úloh, který lze zobrazit buď jako dva, nebo tři sloupce (mezi jednotlivými režimy se dá přepínat pomocí gest). Pokud je otevřeno více aplikací, které lze zobrazit na obrazovce, může uživatel posouvat seznam otevřených aplikací nahoru a dolů.

V aplikaci se uživatel přejetím prstem z jednoho okraje obrazovky na druhý vrátí do jednoho ze tří panelů Domovské obrazovky. Tím se aplikace nezavře, ale v závislosti na aplikaci se buď pozastaví, nebo zůstane běžet na pozadí. Chce-li uživatel aplikaci zavřít, musí podržet tlačítko, dokud se v levém horním rohu miniatury aplikace v zobrazení Otevřené aplikace neobjeví červené „X“, kterým se dá aplikace zavřít. Uživatel může aplikaci zavřít také tak, že v ní přejede prstem z horní části displeje směrem dolů (aplikace zbělá a uzavře se). Klepnutím na stavový řádek v horní části obrazovky během používání aplikace se zobrazí nabídka, která uživateli umožní upravit hlasitost, změnit zvukový profil (tichý, pípání a vyzvánění), připojení k internetu (WiFi, GSM data), zástupce ovládání Bluetooth (pokud je v nastavení povoleno), zástupce sdílení médií (DLNA) (pokud je povoleno, v systému verze PR 1.2 a novější) a dostupnost. Na zamykací obrazovce se zobrazuje stavový řádek, hodiny a některá oznámení. Pokud je přehrávač hudby aktivní, tak se na této obrazovce také nachází ovládací prvky hudby (zavedené v PR 1.1). Uživatel si ji může přizpůsobit.
Telefon lze odemknout dvojitým poklepáním na obrazovku. Posunutím uzamčené obrazovky nahoru se zobrazí čtyři zkratky, nazývané The Quick Lanucher („rychlý spouštěč“). Ke Quick launcheru lze přistupovat také pomocí aplikace.
Uživatelské rozhraní s přetahováním Nokie N9, včetně vizuálního stylu a funkce poklepání, se vrátilo na platformě Nokia Asha, která byla představena na zařízení v roce 2013. První byla Nokia Asha 501.

## Přijetí veřejností

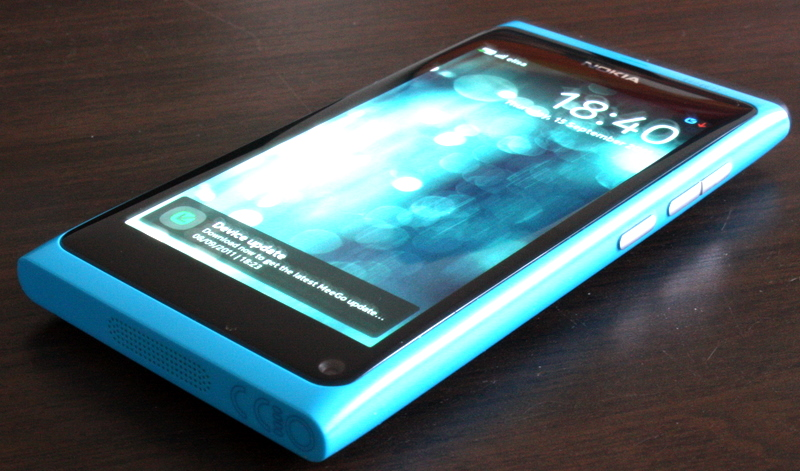
N9 v modré barvě

Nokia N9 byla oznámena na akci Nokia Connections v Singapuru v červnu 2011. Telefon byl přijat velmi pozitivně, přičemž se poukazovalo na uživatelské rozhraní MeeGo 1.2 Harmattan, design bez pseudotlačítek, polykarbonátovou unibody konstrukci a připojení NFC. Přesto mnozí recenzenti nedoporučovali koupi N9. A to hlavně kvůli dřívějšímu rozhodnutí společnosti Nokia upustit u budoucích smartphonů od systému MeeGo ve prospěch Windows Phone – často toto rozhodnutí zároveň zpochybňovali. Redaktor serveru Engadget Vlad Savov v červnu 2011 uvedl, že „je to úžasný telefon, který mě oprávněně nadchl, ale jeho budoucnost je nejistá kvůli výrobci, který investuje svůj čas a peníze do budování zcela jiného operačního systému“. V pozdější recenzi Engadget napsal: „Láska na první pohled – tohle je možná nejkrásnější telefon, jaký kdy byl vyroben“ a „MeeGo 1.2 Harmattan je takový závan čerstvého vzduchu, že se vám bude tajit dech – tedy dokud si nevzpomenete, že máte co do činění s chodící mrtvolou.“ V recenzi pro Ars Technica Ryan Paul píše: „N9 je působivě navržené zařízení, kterému odpovídá propracované dotykové rozhraní a výkonný softwarový balík s open source základy.“ The Verge (web) píše: „Nokia N9 je bezpochyby jedním z nejúchvatnějších telefonů posledních let.“
Německý Der Spiegel napsal, že „tohle mohl být vítěz Nokie“, a německý časopis Stern jej označil za jedno z nejlepších zařízení, které kdy Nokia vyrobila. Delimiter označil N9 za „nejvýznamnější“ telefon Nokia od dob modelu Nokia N95.

### Prodej
Nokia N9 nebyla uvedena na většinu největších trhů s chytrými telefony, jako jsou USA, Kanada, Velká Británie, Nizozemsko, Německo, Francie, Itálie, Španělsko a další. Počet prodaných kusů nebyl zveřejněn.

### Ocenění
V listopadu 2011 získala Nokia N9 na galavečeru pořádaném švédským časopisem a webem Mobil.se 3 ze 4 cen (včetně ceny za design, fotoaparát a mobil roku).
V lednu 2012 bylo uživatelské rozhraní Nokia N9 Swipe nominováno na cenu IxDA Interaction Award.
V únoru 2012 se N9 dostal na 1. místo v žebříčku "podle hodnocení" s hodnocením 8,432 (z 10) a počtem hlasů 74 940. A také na 5. místo podle denního zájmu v žebříčku GSMArena.
V dubnu 2012 získala N9 ocenění Design and Art Direction „Yellow Pencil“ v kategorii interaktivního designu produktů, přičemž mimo jiné porazila i iPad 2 a Nokii Lumii 800.

### Otevřené/uzavřené zdrojové balíčky a příspěvky komunity
Nokia k systému MeeGo přistupovala jako k otevřené platformě s výjimkami a uzavřeným uživatelským prostředím. Stejně jako v případě Maemo 5 na Nokii N900 může komunita požádat o uvolnění uzavřené komponenty vlastněné společností Nokia pod open source licenci.
Na platformu Linux MeeGo Harmattan již byly vytvořeny nebo přeneseny stovky aplikací třetích stran, většinou bezplatných a s otevřeným zdrojovým kódem.

### Vydané aktualizace
| Verze               | Datum vydání  | Významné změny |
| ------------------- | ------------- | --- |
| PR 1.0 10.2011.34-1 | Září 2011     | První vydání |
| PR 1.1 20.2011.40-4 | Listopad 2011 | Ovládání hudby na zamykací obrazovce, další filtry do aplikace fotoaparátu, čtení tagů NFC, sdílení obrázků na Twitteru, klávesnice Swype, podpora čínštiny, potlačení hluku pomocí druhého mikrofonu |
| PR 1.2 30.2012.07-1 | Březen 2012   | Složky v zobrazení aplikací, režim nepřetržité závěrky ve fotoaparátu, videohovory Google Talk, vylepšení aplikace Nokia Drive, jako je nastavení rychlostního limitu, definování polohy domova atd., sdílení médií přes DLNA, upozornění na aktualizaci softwaru pro aplikace třetích stran (stažené z Nokia Store), podpora seznamu skladeb v hudebním přehrávači, vylepšení adresáře Mail for Exchange (možnost přístupu do adresáře firemní emailové adresy), podpora univerzálního kopírování a vkládání a v prohlížeči akcií; podpora thajštiny, hebrejštiny, perštiny, vietnamštiny a kazaštiny |
| PR 1.3 40.2012.21-3 | Červenec 2012 | Více než 1000 záplat a vylepšení kvality, včetně pošty, Facebooku, Twitteru, drobných vylepšení sítě a připojení |

## Porty pro N9

### Únik portu pro Android 2.3
Obrázky prototypu N9 se systémem Android 2.3 na síť Sina Weibo vypustil uživatel Sea Ray, který dříve nahrál snímky prototypu Windows Phone od společnosti Nokia (později Lumia 800). Věřilo se, že jsou pravé, protože Steven Elop zmínil, že Nokia v minulosti zvažovala Android.

### Android 4.1.1 Jelly Bean
Byl také vytvořen nekompletní neoficiální port pro Android 4.1.1 od komunity NITDroid. Základní funkce v portu nechybí, ale postrádá důležité možnosti, jako je hlasové volání a používání kamery.

### Sailfish OS
Dne 21. listopadu 2012 společnost Jolla oznámila a předvedla operační systém Sailfish OS, který je přímým nástupcem systému MeeGo. Více než 80 % prvního linuxového systému Sailfish OS tvoří open source část linuxového systému MeeGo. Původní open source kód MeeGo byl dále rozvíjen v rámci Mer (softwarová distribuce), která pochází z Meego Reinstated a zavedla současný standard jádra middleware stack, tedy software mezi jádrem a uživatelským rozhraním operačního systému. Navíc je open source a zdarma pro dodavatele. Uživatelské rozhraní Harmattan a několik softwarových aplikací použitých v N9 jsou chráněny proprietární licencí pod společností Nokia. Proto tyto aplikace nemohly být později použity ani v projektu MER, ani v Sailfish OS. Jolla tedy zavedla vlastní uživatelského rozhraní s přetahováním, použila standard jádra MER a vytvořila Sailfish OS. Ve stejný den jako oznámení se na internetu objevila videa s operačním systémem Sailfish OS spuštěným na telefonu Nokia N950. Vzhledem k tomu, že N950 má podobné technické specifikace jako N9, s drobnými rozdíly včetně fyzické QWERTY klávesnice, vedlo to mnoho majitelů N9 k domněnce, že Sailfish OS lze na N9 přenést. Společnost Jolla to potvrdila, ale zároveň uvedla, že nemá „oficiální možnosti“ pro takový druh podpory pro N9 a místo toho bude neoficiální port pro Sailfish OS zajišťovat komunita. Jolla však trvala na tom, že prostředí nebude stejné jako v případě Sailfish na oficiálních telefonech Jolla (první mobilní telefon vydala společnost Jolla 27. listopadu 2013). Sailfish OS je prvním plnohodnotným linuxovým operačním systémem MeeGo, protože MeeGo Harmattan byl pouze „instancí MeeGo„ kvůli ne zcela dokončenému spojení Maemo a Moblin. Sailfish OS je aktivně vyvíjen a všeobecně se předpokládá, že je další a lepší verzí MeeGo, také zařízení Jolla je předpokládaným neoficiálním nástupcem N9 a jeho odkazu.

### KaiOS
Na začátku roku 2019 společnost KaiOS Technologies Inc. předvedla několik zařízení se systémem KaiOS. Například: Nokia 8110 (2018), Jio Phone a jedno plně dotykové zařízení, o kterém se předpokládá, že by to mohla být Nokia N9.